# John Babcock
Pour les articles homonymes, voir Babcock.
John  Babcock, né le 23 juillet 1900 et décédé le 18 février 2010, était le dernier ancien combattant canadien vivant de la Première Guerre mondiale.
Il s'engage durant l'été 1916 dans le corps expéditionnaire canadien. Envoyé en Angleterre, il intègre le « Young Soldiers Battalion », un bataillon de 1 300 hommes dont un tiers a déjà été au combat. Il s'entraîne sérieusement en prévision des combats. La guerre prend fin avant qu'il n'ait le temps de combattre. Il vivait aux États-Unis, à Spokane dans l'État de Washington. Il meurt à l'âge de 109 ans.